# 安迪·邓肯
安德鲁·邓肯（英語：Andrew Duncan，1922年4月17日—2006年4月12日），美国NBA联盟前职业篮球运动员。